# Hřebenatkový útes
Hřebenatkový útes je přírodní památka v lokalitě Kroužek v okrese Vyškov. Přírodní památka byla zřízena vyhláškou Okresního úřadu Vyškov ze dne 8. listopadu 1990. Leží jihovýchodně od města Rousínov. Důvodem ochrany je dochování dokladu posledního výskytu moře v oblasti Vyškovské brány.